# Tullstorps distrikt
Tullstorps distrikt är ett distrikt i Trelleborgs kommun och Skåne län. 
Distriktet ligger vid kusten öster om Trelleborg. 

## Tidigare administrativ tillhörighet
Distriktet inrättades 2016 och utgörs av en del av det området som Trelleborgs stad omfattade till 1971, delen som före 1967 utgjorde Tullstorps socken.
Området motsvarar den omfattning Tullstorps församling hade 1999/2000.